# دیرینه دی‌ان‌ای

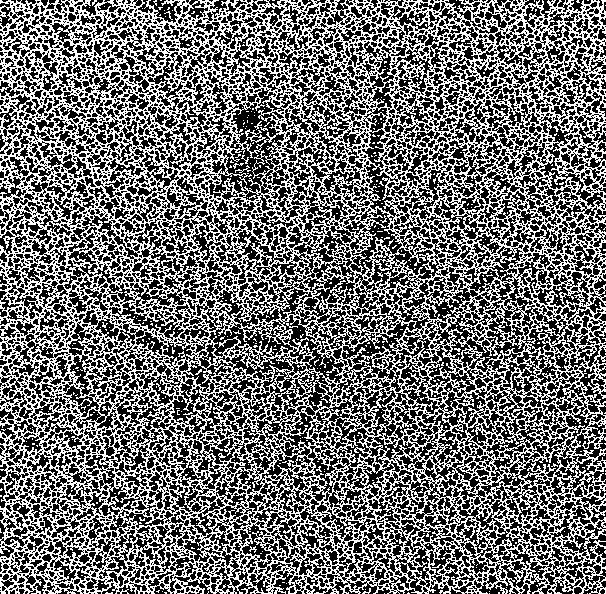
DNA متقاطع استخراج شده از کبد 4000 ساله کشیش مصری باستان، Nekht-Ankh.

دیرینه دی‌ان‌ای (انگلیسی: Ancient DNA) که دی‌ان‌ای باستانی (aDNA) و دی‌ان‌ای فسیلی نیز خوانده می‌شود دی‌ان‌ایِ جدا شده یا برگرفته از نمونه‌های باستانی است. به دلیل فرآیندهای آمین‌زدایی (شامل پیوند متقابل، دآمیناسیون و تکه‌تکه شدن)دی‌ان‌ای باستانی در مقایسه با مواد ژنتیکی معاصر تخریب بیشتری شده‌است. حتی در بهترین شرایط نگهداری، مرز بالایی بین ۰٫۴ تا ۱٫۵ میلیون سال برای یک نمونه وجود دارد که حاوی DNA کافی برای فناوری‌های توالی یابی باشد. قدیمی‌ترین نمونه‌ای که تاکنون توالی یابی شده با قدمت ۱٫۶۵ میلیون سال تخمین زده می‌شود. مواد ژنتیکی از مواد اسکلت دیرینه/کاوش باستان‌شناسی و تاریخی، بافت‌های مومیایی شده، مجموعه‌های آرشیوی نمونه‌های پزشکی غیر منجمد، بقایای گیاهی حفظ‌شده، یخ و از هسته‌های منجمد دائمی، رسوبات دریایی و دریاچه‌ای و خاک حفاری به دست آمده‌است. در ۷ دسامبر ۲۰۲۲، نیویورک تایمز گزارش داد که ماده ژنتیکی دو میلیون ساله در گرینلند پیدا شده‌است که تا امروز قدیمی‌ترین DNA کشف شده تاکنون در نظر گرفته می‌شود.